# Geoff Murphy
Geoff Murphy ONZM (Wellington, 13 de juny de 1946 - 3 de desembre de 2018) fou un cineasta neozelandès conegut pel seu treball durant el ressorgiment del cinema de Nova Zelanda que va començar a la segona meitat dels anys 1970.
Va dirigir pel·lícules a Hollywood durant la dècada de 1990, abans de tornar a Nova Zelanda per treballar com a director de segona unitat en la trilogia d'El Senyor dels Anells. A més a més, va treballar com a guionista, assistent de direcció, fent efectes especials, de mestre d'escola i de trompetista.

## Filmografia
- Wild Man (1977)
- Dagg Day Afternoon (1977)
- Goodbye Pork Peu (1981)
- Utu (1983)
- Únic supervivent (The Quiet Earth) (1985)
- Never Say Die (1988)
- Xarxa King White Knight (1989)
- Young Guns II (1990)
- Freejack (1992)
- Sense testimonis (Blind Side) (1993)
- The Last Outlaw (1994)
- Alerta màxima 2 (Under Siege 2: Dark Territory) (1995)
- Don't Look Back (1996)
- Els set magnífics (1997, pilot televisiu)
- Un poble anomenat Dante's Peak (1997) (director 2a unitat)
- Fortress 2 (1999)
- Race Against Time (2000)
- Blerta Revisited (2001, documental)
- El Senyor dels Anells: La Germandat de l'Anell (2001) (director 2a unitat)
- El Senyor dels Anells: Les dues torres (2002) (director 2a unitat)
- El Senyor dels Anells: El retorn del rei (2003) (director 2a unitat)
- Spooked (2004)
- xXx: State of the Union (2005) (director 2a unitat)
- Tales of Mystery and Imagination (2009)